# مارتن ميلكونيان
مارتن ميلكونيان (بالإسبانية: Martin Melconian)‏ (مواليد 2 يناير 1990) هو سبّاح أوروغواياني، مثّل بلاده في الألعاب الأولمبية الصيفية 2016.

## روابط خارجية
مارتن ميلكونيان على موقع الاتحاد الدولي للسباحة (الإنجليزية)
- مارتن ميلكونيان على موقع أوليمبيديا (الإنجليزية)